# Pıtırcık Akerman
Pıtırcık Akerman (* 1962 in Ankara) ist eine türkische Schauspielerin und Balletttänzerin.

## Leben und Karriere
Akerman wurde 1962 in Ankara geboren. Sie absolvierte die Theaterabteilung der Fakultät für Sprache, Geschichte und Geographie der Universität Ankara. Bereits während ihrer Grundschulzeit erhielt sie eine Ausbildung an der Staatsoper und dem Staatsballett Ankara. Später setzte sie ihre Ballettausbildung in Deutschland fort und arbeitete als Solistin und freischaffende Tänzerin an der Oper Bonn. Anschließend trat sie dem Staatsballett Istanbul bei.
In den 1990er Jahren begann Akerman ihre Schauspielkarriere und wirkte in mehreren Filmen und Fernsehserien mit. Zu ihren bekanntesten Werken gehören Aşk Filmlerinin Unutulmaz Yönetmeni, Suyun Öte Yani, Yaz Yağmuru und Yeditepe İstanbul. Sie war mit dem Fußballspieler Selçuk Yula kurzzeitig verheiratet.

## Filmografie
- 1989: Kantodan Tangoya
- 1990: Aşk Filmlerinin Unutulmaz Yönetmeni
- 1991: Suyun Öte Yanı
- 1993: Yaz Yağmuru
- 1997: Kördüğüm
- 1999: Rüzgâr Gülü
- 2000: Merdoğlu
- 2001: Yeditepe İstanbul
- 2001: Cesur Kuşku